# Estados Unidos nos Jogos Pan-Americanos de 1955
Os Estados Unidos nos Jogos Pan-Americanos de 1955, na Cidade do México, competiram pela 2ª vez nos jogos e conquistaram um total de 177 medalhas, terminando em primeiro lugar no quadro geral de medalhas..